# Pagus
Pagus (din latină pagus, la plural: pagi ) era o comună rurală sau un sat în Imperiul Roman. La gali și la germani era un canton, un ținut.
După unele opinii, este posibil ca un pagus să reprezinte o așezare rurală cu un grad mai ridicat de autonomie. Pe baza atestărilor epigrafice, s-a presupus că un pagus ar fi, din punct de vedere juridic, un fel de „cartier”, sau „district” al unui oraș, chiar dacă topografic era situat la oarecare distanță de centrul urban propriu-zis, dar se afla în teritoriul său rural.
În Dacia romană, cea mai mare parte a populației trăia la sate, organizate fie după sistemul roman în pagus (situate pe teritoriile dependente de colonii) și vicus (celelalte sate), fie în forma lor tradițională a obștilor sătești.
În epoca medievală, pagus era o anumită subdiviziune teritorială legată de anumite puteri publice moștenite de la vechea civitas.

## Cuvinte urmașe ale cuvântuluipagus
- Din cuvântul din latină pagus, prin derivare, în limba latină s-a obținut termenul paganus[5], cu sensul de „de la țară”, „din sat”. Cuvântul paganus a fost moștenit în limba română prin cuvântul păgân.[5] Această evoluție semantică se explică prin faptul că noua religie apărută în Imperiul Roman, Creștinismul, a pătruns mai târziu în rândul locuitorilor din pagi, de la țară. Cuvântul păgânism s-a format pe teritoriul limbii române (păgân + sufixul  -ism), după modelul cuvântului francez paganisme, acest cuvânt fiind obținut după cuvântul din latina ecleziastică / bisericească, paganismus, paganisme înlocuind cuvântul païenisme.[6]

Alte cuvinte derivate ale cuvântului păgân: păgânătate, din păgân + sufixul -ătate; păgânesc, din păgân + sufixul -esc; păgânește, din păgân + sufixul -ește; [a] păgâni, din păgân; păgânie, din păgân + sufixul -ie; păgânime, din păgân + sufixul -ime; [a] păgâniza, din păgân + sufixul -iza.
- În limba franceză, termenul pagus este la originea substantivului comun pays[6], „țară”, iar derivatul său paganus « de la țară » este la originea termenului païen[6], „păgân”. Ca și în limba română, această evoluție semantică se explică prin creștinarea mai târzie a locuitorilor din pagi (rurali) în raport cu populațiile urbane. Un derivat indirect a dat naștere, tot în franceză, termenului paysan[6], „țăran”, și care la origine semnifica „de la țară”, „din sat”. Acesta a înlocuit termenul villanus „cel care lucrează într-o villa”, de unde, francezul ville, „oraș”, la origine cu sensul de „exploatație rurală” și termenul vilain[6], cu sensul  de origine, „cel care o exploatează”, iar apoi primind sensuri peiorative: „bădăran”, „țărănoi” (substantiv), „murdar”, „necinstit”, „urât”, „dezagreabil”, „periculos”, „indecent”, „de rușine” (adjectiv).[7]